# Zygmunt Döllinger
Zygmunt Antoni Döllinger, także Doellinger, ps. „Doelli” (ur. 1 kwietnia 1899 w Bogumiłowicach, zm. 29 maja 1949 w Londynie) – polski działacz niepodległościowy, polityk i prawnik, kapitan artylerii Wojska Polskiego, kawaler Orderu Virtuti Militari, starosta brzeski, tarnowski i żywiecki, poseł na Sejm RP.

## Życiorys
Urodził się 1 kwietnia 1899 w Bogumiłowicach, w ówczesnym powiecie brzeskim Królestwa Galicji i Lodomerii, w rodzinie Leopolda (1859–1928), naczelnika miejscowej stacji c. k. kolei państwowych i Józefy ze Zbigniewiczów (1869–1930). Był bratem Kazimierza Mariana Czesława (1895–1946), działacza niepodległościowego, odznaczonego Krzyżem Niepodległości i Krzyżem Walecznych, doktora praw, sędziego Wojskowego Sądu Okręgowego Nr VII w Poznaniu i sędziego Sądu Okręgowego w Krakowie, notariusza w Przeworsku, porucznika audytora pospolitego ruszenia Wojska Polskiego i Franciszka (ur. 1897), działacza niepodległościowego, odznaczonego Medalem Niepodległości, doktora praw, adwokata, podporucznika piechoty pospolitego ruszenia Wojska Polskiego.
Od 1909 uczęszczał do Gimnazjum św. Jacka w Krakowie. 1 sierpnia 1914 w Oleandrach wstąpił do Legionów Polskich. Pełnił służbę w c. k. Komendzie I Brygady w charakterze gońca. W styczniu 1915 został zwolniony z Legionów „z powodu młodocianego wieku i niedorozwoju fizycznego”. Po powrocie do Krakowa kontynuował naukę w c. k. Gimnazjum V. Dwa lata później zdał tam egzamin maturalny. 15 września 1917 został wcielony do cesarsko-królewskiej Obrony Krajowej. Ukończył szkołę oficerów artylerii. Egzamin złożył z odznaczeniem. Został przydzielony do c. k. Pułku Artylerii Polowej Ciężkiej Nr 46. Służbę w armii zaborczej pełnił do 31 października 1918.
W listopadzie 1918 wstąpił do 1 Pułku Artylerii Polowej Legionów. Został przydzielony do 3. baterii i w jej szeregach walczył na wojnie z Ukraińcami, a następnie wojnie z bolszewikami. 1 marca 1920 został przeniesiony do 16 Pułku Artylerii Polowej. Wyróżnił się w walkach pod wsią Średnica-Maćkowięta (2 sierpnia) i Paproć Mała (4 sierpnia), dowodząc w zastępstwie 2. baterią I dywizjonu. 8 i 20 sierpnia 1920 porucznik Lubomir Głażewski sporządził dwa wnioski na odznaczenie podporucznika Döllingera Krzyżem Złotym Orderu Virtuti Militari. Oba wnioski „gorąco poparł” podpułkownik Adam Koc, dowódca Dywizji Ochotniczej, do której przydzielony był I dywizjon. W styczniu 1921 Zygmunt Döllinger został przeniesiony do rezerwy. W rezerwie został przydzielony do 26 Pułku Artylerii Polowej w Skierniewicach. 8 stycznia 1924 został zatwierdzony w stopniu porucznika ze starszeństwem z 1 czerwca 1919 i 1314. lokatą w korpusie oficerów rezerwy artylerii. W 1934, jako oficer pospolitego ruszenia pozostawał w ewidencji Powiatowej Komendy Uzupełnień Tarnów. Miał przydział do Oficerskiej Kadry Okręgowej Nr V. Był wówczas „reklamowany na 12 miesięcy”.
Po zwolnieniu z wojska kontynuował studia na Wydziale Prawa Uniwersytetu Jagiellońskiego. W maju 1921 ponownie przerwał studia i wziął udział w III powstaniu śląskim jako dowódca artylerii Grupy „Południe”. W 1923 ukończył studia z tytułem doktora praw. 6 listopada tego roku rozpoczął aplikację sędziowską w Sądzie Okręgowym w Krakowie. W grudniu 1925 zdał egzamin sędziowski ze stopniem celującym. W maju 1926 został mianowany sędzią powiatowym w Białej. 16 lutego 1929 został wybrany burmistrzem Białej, a w czerwcu 1930, po rozwiązaniu Rady Miasta, mianowany komisarzem rządowym Białej. W lutym 1931 został mianowany starostą powiatowym w Brzesku, a 25 marca 1932 starostą powiatowym w Tarnowie, w dotychczasowym VII stopniu służbowym. Od 30 kwietnia 1934 do 5 marca 1938 pełnił funkcję starosty powiatowego w Żywcu. Był założycielem Towarzystwa Ziemi Żywieckiej. W październiku 1935 został członkiem Rady Naczelnej Związku Powstańców Śląskich. Później pełnił funkcję inspektora ministerialnego w Ministerstwie Spraw Wewnętrznych. 16 listopada 1938 został wybrany posłem na Sejm RP V kadencji w Okręgu nr 87 miasto Wadowice z ramienia Obozu Zjednoczenia Narodowego, którego był członkiem i kierownikiem Oddziału Polityczno-Społecznego. 1 września 1939 Eugeniusz Kwiatkowski zanotował w swoim Dzienniku: „Doellinger rozpuszczał w kuluarach Sejmu pogłoskę, że grupa generała Skwarczyńskiego zajęła Gdańsk. Władze wojskowe nie potwierdziły tego”.
We wrześniu 1939 dowodził 2. baterią w Ośrodku Zapasowym Artylerii Lekkiej nr 3 w Wilnie. W walkach nie wziął udziału. 19 września 1939 został internowany na terytorium Republiki Litewskiej. W 1940, po zajęciu Litwy przez ZSRR, został przekazany do Obozu NKWD w Kozielsku (tzw. Kozielsk II), a 2 lipca 1941 do Obozu NKWD w Griazowcu. 21 lipca tego roku został osadzony w więzieniu w Wołogdzie. 9 października 1941, po zwolnieniu z więzienia, przybył do Buzułuku. Tam został przyjęty do Polskich Sił Zbrojnych w ZSRR i przydzielony do 6 Pułku Artylerii Lekkiej. Później jako kapitan pełnił służbę w Oddziale Informacyjnym Sztabu Armii Polskiej na Wschodzie.
Po demobilizacji zamieszkał u brata Franciszka. Zmarł 29 maja 1949 w Londynie. Został pochowany na Cmentarzu Brompton.
14 lutego 1931 ożenił się z Zofią z Uniechowskich ps. „Pajączek” (1909–1993), damą Orderu Virtuti Militari, z którą miał córkę Annę Karolę (ur. 19 grudnia 1932, zm. 2014), po mężu Ursyn-Niemcewicz, lekarkę.

## Ordery i odznaczenia
- Krzyż Srebrny Orderu Wojskowego Virtuti Militari nr 3472[2][44][45]
- Krzyż Kawalerski Orderu Odrodzenia Polski[38]
- Medal Niepodległości – 15 kwietnia 1932 „za pracę w dziele odzyskania niepodległości”[46]
- Krzyż na Śląskiej Wstędze Waleczności i Zasługi[4]
- Gwiazda Górnośląska – 29 maja 1927[47]
- Złota Odznaka Honorowa Ligi Obrony Powietrznej i Przeciwgazowej I stopnia[48]
- odznaka pamiątkowa „Orlęta”[4]
- odznaka pamiątkowa „Krzyż Legionowy”[4]